# South Leverton
South Leverton – wieś i civil parish w Anglii, w hrabstwie Nottinghamshire, w dystrykcie Bassetlaw. Leży 46 km na północny wschód od miasta Nottingham i 207 km na północ od Londynu. W 2011 roku civil parish liczyła 480 mieszkańców.